# Nino Bertoletti
Nino Bertoletti (Roma, 26 ottobre 1889 – Roma, 24 gennaio 1971) è stato un pittore, illustratore e decoratore italiano.

## Biografia
Il padre Francesco aveva fondato nel 1882 una casa di moda che produceva pellicce; la madre si chiamava Luigia Della Grisa. Umberto Natale Bertoletti, detto Nino, studiò ragioneria e per un periodo scelse di aiutare il padre. Artista autodidatta, all'età di quindici anni già guardava al divisionismo, allora in voga. Passò poi a spartire il colore in larghe zone, un po' uniformi. Preferiva temi di intimità domestica. Sotto le armi, si ritrovò nella formazione comandata da Francesco Baracca. In quel periodo disegnò una poltrona, tutta in legno, da realizzare con incastri e senza né colla né chiodi. Nel 1905, mandato dal padre in Germania per fare pratica in una ditta, trovò il tempo per studiare le opere dei simbolisti nordici.
Entrò in contatto con un gruppo di artisti modernisti che vivevano a Roma - tra cui Duilio Cambellotti, Umberto Bottazzi e Vittorio Grassi -  e che si muovevano intorno alla nuova rivista "La Casa". Nel 1909 e 1910 Bertoletti vi pubblicò studi di arredamento, in bianco e nero, derivati dallo stile estremamente semplificato, detto à plat e praticato da Aleardo Terzi. Progettò una camera per ragazzi - letto, tavolino, cassettone, armadio - in legno di castagno o di quercia. I mobili erano privi di chiavi, con spigoli smussati e con decorazione "a quadrifoglio" intagliata, e avevano maniglie in rame o in acciaio nichelato. Sulle fiancate e sui cassetti c'erano nuvole gatti e barche, disegnati su cartoncino e protetti da cristalli molati. Pubblicò poi un fregio per stanza da bagno, con un motivo di cigni, da realizzare in piastrelle di maiolica. Ideò copertine a colori per la rivista "Roma", pubblicata come guida per l'Esposizione del cinquantenario del Regno d'Italia. Per "La Lettura ", rivista del Corriere della Sera, nel 1914 disegnò copertine in bianco e nero.

### Partecipazione a mostre
Nel 1910 espose, alla Società degli Amatori e Cultori di belle arti, il paesaggio "Fontanina di Michelangelo". Alla Esposizione internazionale di belle arti, a Valle Giulia, nel 1911, presentò un dipinto malinconico: "La gondola". L'anno successivo era a Napoli, alla I Mostra d'arte giovanile, insieme ad artisti romani che ritrovò poi nella Secessione Romana del 1913 e del 1916. Nel "Sogno", dipinto nel 1913, e nel "Ritratto", esposto alla I Secessione Romana, era in pieno simbolismo.
Tra il 1913 e il 1916 abitò in una casa-studio a Villa Strohl-Fern - dal 1915 con la moglie Pasquarosa Marcelli (Anticoli Corrado, 1896 - Camaiore, 1973), che era stata prima modella dello scultore Nicola D'Antino e del pittore Felice Carena e poi era diventata pittrice. La sposerà, col rito religioso, nel 1925. Dipingeva en plein air ritratti di amici e conoscenti: "Virgilio Guidi", "La contessa Posse", "Il pittore Brazdà" e "Donna sulla sdraia". Soggetti colti all'improvviso, nella luminosità del giorno pieno. Tra il 1913 e il 1916 ha illustrato libri per bambini, della serie "Bibliotechina de La Lampada", di Mondadori.

### Artisti e scrittori a Roma
Dal 1916 al 1933 i Bertoletti abitaromo in via A. Bosio 15, in uno studio messo a loro disposizione da Luigi Pirandello. Poi si trasferirono in via Condotti.
Nino Bertoletti tornava lentamente alla grande tradizione italiana, alla pittura del Quattrocento e del Seicento, in sintonia con alcune idee emerse tra gli artisti aderenti alla rivista "Valori plastici". Di animo gentile, uomo colto e meditativo, si circondava di scelti amici: Francesco Trombadori e Antonio Baldini, Sergio Tofano e Giovanni Costetti, il critico letterario Emilio Cecchi e Silvio D'Amico, Ardengo Soffici e Margherita Sarfatti, il maestro Alfredo Casella, lo scrittore Giovanni Papini e Armando Spadini, gli scrittori Massimo Bontempelli, Corrado Alvaro, Giuseppe Ungaretti e l'esordiente Alberto Moravia.
Nino Bertoletti espose nel 1926 alla Mostra del Novecento, a Milano; nel 1928 esordì alla Biennale di Venezia, con "Bagnanti presso il Mar Tirreno"; partecipò nel 1929 alla III Mostra marinara d'arte, a Roma; alla I e alla II Mostra del Sindacato romano fascista delle arti, nel 1929 e 1930; agli Amatori e Cultori, del 1927 e del 1930; alle Biennali di Venezia, del 1930 e del 1936; alla Quadriennale romana, del 1935.
In contrasto e in concorrenza con l'architetto Marcello Piacentini, studiò una soluzione alternativa per "la spina di Borgo", la zona da demolire per aprire via della Conciliazione. Il progetto, pubblicato dal giornale "Il Tevere" il 1º agosto 1936, ebbe come effetto l'interruzione di ogni rapporto tra Bertoletti e Giuseppe Bottai. Dopo la seconda Guerra mondiale, Nino Bertoletti dipinse composizioni con molte figure come "Piscina", del 1953, e paesaggi. Partecipò alla VII Quadriennale nazionale d'arte di Roma, che si aprì a novembre 1955. A Palazzo delle Esposizioni di Roma espose, nel 1958, alla I Rassegna di Arti Figurative.
Al Museo nazionale delle arti e tradizioni popolari, a Roma, si conserva il suo dipinto "Cerimonia nuziale in Sardegna".